# Tufão Nakri (2008)
O tufão Nakri (designação internacional: 0605; designação do JTWC: 06W; designação filipina: Enteng) foi um intenso tufão que esteve ativo no final de Maio e começo de Junho de 2008 no Oceano Pacífico noroeste. Nakri é o sexto ciclone tropical, quinto sistema nomeado e o quarto tufão da temporada de tufões no Pacífico de 2008, segundo o Joint Typhoon Warning Center. Segundo a Agência Meteorológica do Japão, Nakri foi o terceiro tufão da temporada. O tufão desenvolveu-se a partir de uma perturbação tropical situada sobre os Estados Federados da Micronésia em 27 de Maio e seguiu para norte-noroeste, atingindo o pico de intensidade com ventos máximos sustentados de 230 km/h dois dias depois. Logo em seguida, condições meteorológicas hostis causaram o enfraquecimento do sistema, que se tornou um ciclone extratropical em 3 de Junho.
Durante seu ciclo de vida, Nakri não causou prejuízos ou vítimas por estar em todo o seu período de existência distante da costa.

## História meteorológica

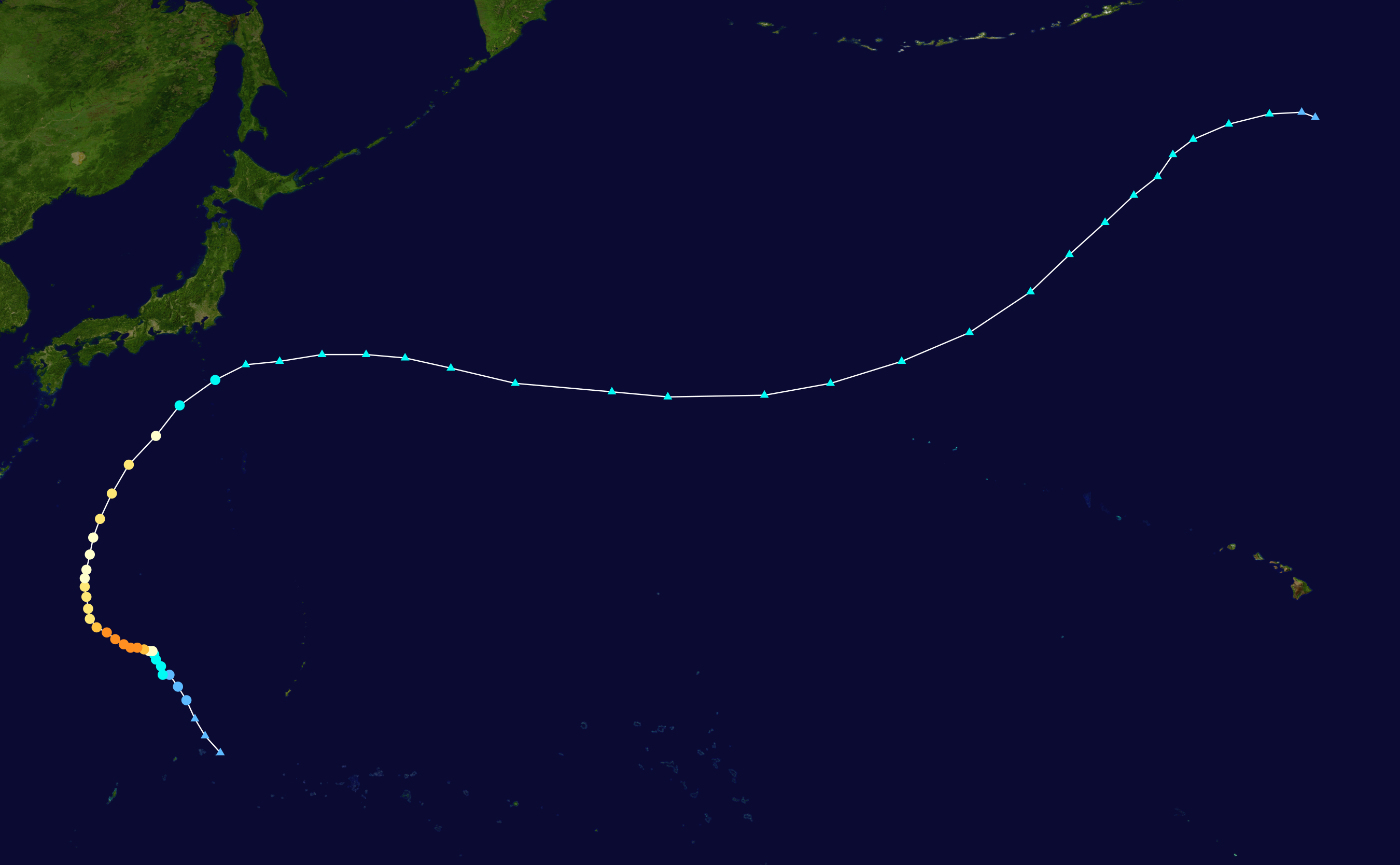
O caminho de Nakri

A área de convecção que iria dar origem ao tufão Nakri foi vista pela primeira vez em 24 de Maio, a cerca de 900 quilômetros a sul-sudeste de Guam. No dia seguinte, o Joint Typhoon Warning Center começou a monitorar o sistema como uma fraca perturbação tropical. Segundo o JTWC, naquele momento apresentava pouca atividade convectiva, com algumas bandas de tempestade começando a girar em torno de um fraco centro de circulação ciclônica de baixos a altos níveis. Naquele momento o JTWC também observou que o sistema estava numa região propícia para o ciclogênese tropical, com boa divergência acima e baixo cisalhamento do vento. Além disso, a temperatura da superfície do mar naquela região também favorecia a formação de ciclones tropicais. Com isso, a perturbação começou a se intensificar. A Agência Meteorológica do Japão notou a instabilidade na região e classificou o sistema como uma fraca depressão tropical por volta do meio-dia (UTC) de 26 de Maio. Devido às boas condições meteorológicas, a perturbação tropical continuou a se intensificar e durante a noite (UTC) daquele dia, o JTWC emitiu um alerta de formação de ciclone tropical, indicando que o sistema poderia se fortalecer para uma depressão a qualquer momento dentro de um prazo de 24 horas. Segundo o JTWC, imagens de satélite indicaram a formação de novas áreas de convecção em torno de um centro ciclônico mais bem definido. Além disso, ventos orientais começaram a surgir no lado meridional do sistema, o que indicava a intensificação do giro ciclônico. Além disso, o cisalhamento do vento continuava baixo e a perturbação apresentava boa exaustão, com bons fluxos externos radiais. No começo da madrugada de 27 de Maio, a AMJ começou a emitir avisos regulares sobre o sistema como uma depressão tropical plena. Apenas três horas mais tarde, com a intensificação adicional do sistema, o JTWC classificou o sistema como a depressão tropical 06W. Naquele momento, o centro da depressão tropical localizava-se a cerca de 480 km ao norte de Yap. Segundo o JTWC, a perturbação tropical, que se consistia de uma forte circulação ciclônica de médios níveis associada a uma onda tropical, desceu à superfície. A recém-formada depressão seguia inicialmente para noroeste, por uma brecha entre uma alta subtropical a nordeste do sistema e outra a noroeste. Um anticiclone de altos níveis e um cavado de alta troposfera ajudavam a melhorar a exaustão de altos níveis da depressão.
Às 06:00 (UTC) de 27 de Maio, a AMJ classificou a depressão como a tempestade tropical Nakri, nome submetido à lista de nomes de tufões pelo Camboja e refere-se a um tipo de flor encontrado no país. 3 horas depois, com a consolidação do centro ciclônico de baixos níveis, o JTWC fez o mesmo, classificando a depressão numa tempestade tropical assim que os ventos máximos sustentados associados ao sistema alcançaram 65 km/h. Naquele momento, o centro da tempestade localizava-se a 520 km ao norte de Yap. Com a contínua intensificação do sistema, tornando-se evidente com a contínua consolidação do centro ciclônico de baixos níveis e com a formação de uma estrutura semelhante a um olho a AMJ classificou Nakri como uma tempestade tropical severa. Além disso, a intensificação do sistema se justificava pela melhora de sua exaustão de altos níveis com a aproximação de um cavado de médias latitudes. Nakri começo a se movimentar mais lentamente, devido às atuações conflitantes de três áreas de alta pressão próximas ao sistema; uma a leste, uma ao norte e outra mais fraca a oeste. Às 15:00 (UTC) de 28 de Maio, com a intensificação adicional do sistema, o JTWC classificou Nakri como um tufão. Naquele momento, o centro do tufão localizava-se a cerca de 1.090 a sul-sudoeste de Iwo Jima, Ilhas Volcano, Japão. Um olho ficou mais aparente em imagens de satélite no canal microondas. A exaustão primária do sistema de altos níveis ficou pouco afetada devido ao afastamento do cavado de médias latitudes para leste e com a ligeira intensificação de uma área de alta pressão ao norte do sistema. Com a intensificação deste sistema de alta pressão, Nakri começou a seguir para norte-noroeste. 3 horas mais tarde, a AMJ também classificou Nakri como um tufão. A partir da madrugada de 29 de Maio, Nakri começou a sofrer rápida intensificação assim que um olho irregular e pequeno, com 19 km de diâmetro, começou a aparecer em imagens de satélite no canal visível. Com o crescimento ocidental da alta subtropical ao seu nordeste, a exaustão setentrional do sistema ficou prejudicada. O crescimento da alta subtropical também afetou a velocidade, que se tornou quase estacionária, e o movimento de Nakri, que começou a seguir para oeste. Mais tarde, o olho de Nakri ficou mais bem definido e seu diâmetro aumentou para 26 km/h, assim que atingiu o pico de intensidade, com ventos máximos sustentados de 230 km/h. Às 18:00 de 28 de Maio, o olho do tufão adentrou a área de responsabilidade da Administração de Serviços Atmosféricos, Geofísicos e Astronômicos das Filipinas (PAGASA). A agência atribuiu o nome Enteng, não oficial, embora usado nas Filipinas, para designar o sistema. O tufão manteve seu pico de intensidade por cerca de 18 horas devido a falta de exaustão setentrional provocada pela alta subtropical ao seu norte, pelo aumento do cisalhamento do vento e pela inconsistência da temperatura da superfície do mar.

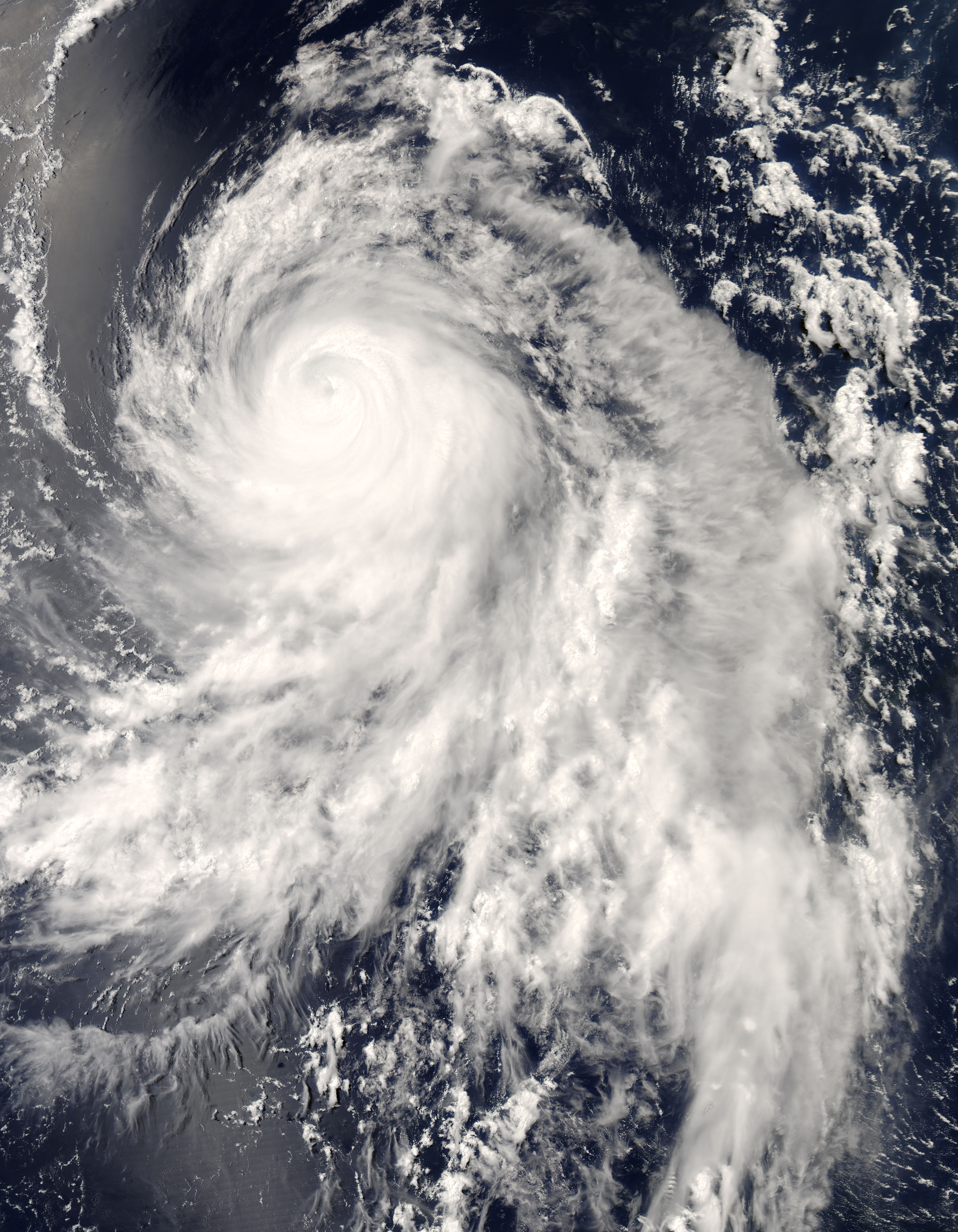
O tufão Nakri em 31 de Maio de 2008

A tendência de enfraquecimento continuou assim que Nakri começou a seguir para uma trajetória mais ao norte, seguindo pela periferia da alta subtropical. Cisalhamento do vento provocado pelas correntes periféricas de um anticiclone de escala sinótica contribuiu para o enfraquecimento do sistema. No entanto, durante a madrugada de 1 de Junho, a tendência de enfraquecimento parou. Naquele momento, Nakri era um tufão mínimo, mas voltou a se intensificar lentamente devido à aproximação de outro cavado de médias latitudes, que melhorou a exaustão setentrional do sistema, apesar do cisalhamento moderado do vento e de águas mais frias. Também, um anticiclone de altos níveis acima do tufão também ajudou a prevenir a intensificação do cisalhamento do vento. Durante a madrugada de 2 de Junho, Nakri atingiu seu pico secundário de intensidade, com ventos máximos sustentados de 150 km/h. A intensificação se justifica pela passagem do tufão sobre uma área com águas mais quentes e pela aproximação de outra célula tropical cavada de alta troposfera ao seu sudoeste, que ajudou a melhorar ainda mais a sua exaustão. Ao mesmo tempo, o tufão deixou a área de responsabilidade da PAGASA.
No entanto, Nakri começou a interagir com a zona baroclínica. Com isso, o cisalhamento do vento aumentou dramaticamente e confinou as principais áreas de convecção profunda a leste do centro ciclônico. Seu olho desapareceu e o tufão começou a se enfraquecer rapidamente devido a estes fatores e também pela dramática queda da temperatura da superfície do mar assim que Nakri seguia para nordeste. Estes fatores contribuíram para o começo da transição extratropical do sistema. Com isso, a AMJ desclassificou Nakri para uma tempestade tropical severa ao meio-dia (UTC) de 2 de Junho, enquanto o JTWC fez o mesmo nove horas mais tarde. O JTWC emitiu seu aviso final sobre Nakri durante a madrugada de 3 de Junho assim que o sistema tornou-se totalmente extratropical. A AMJ também fez o mesmo e desclassificou o sistema para uma área de baixa pressão extratropical três horas mais tarde. O ciclone extratropical remanescente de Nakri começou a seguir velozmente para leste assim que encontrou os ventos do oeste.

## Preparativos e impactos
Não houve qualquer tipo de preparativo ou impacto associado à passagem do tufão Nakri, já que o ciclone tropical manteve-se distante da costa durante todo o seu ciclo de vida. Portanto, nenhuma estação meteorológica registrou a passagem do tufão.